# Halifax (Carolina del Nord)
Halifax è una città degli Stati Uniti d'America situata nella Carolina del Nord, nella Contea di Halifax, della quale è anche il capoluogo.